# ナンタワット・タエンソパ
ナンタワット・タエンソパ（นันทวัฒน์ แทนโสภา, Nantawat Tansopa, 1984年2月22日 - ）は、タイ出身の元サッカー選手。タイ語読みではナンタワット・テーンソーパー。
2008年のAFCチャンピオンズリーグでは6試合で9得点し、得点王に輝いた。

## 所属クラブ
- ロイヤル・タイ・ポリス 2004-2007
- クルン・タイ・バンクFC 2007-2008
- バンコク・グラスFC 2009
- ポリス・ユナイテッドFC 2010-2011
- チェンライ・ユナイテッドFC 2012-2016
- チェンライ・シティFC 2017-2019